# Хан Ханан, Абдул Рахим

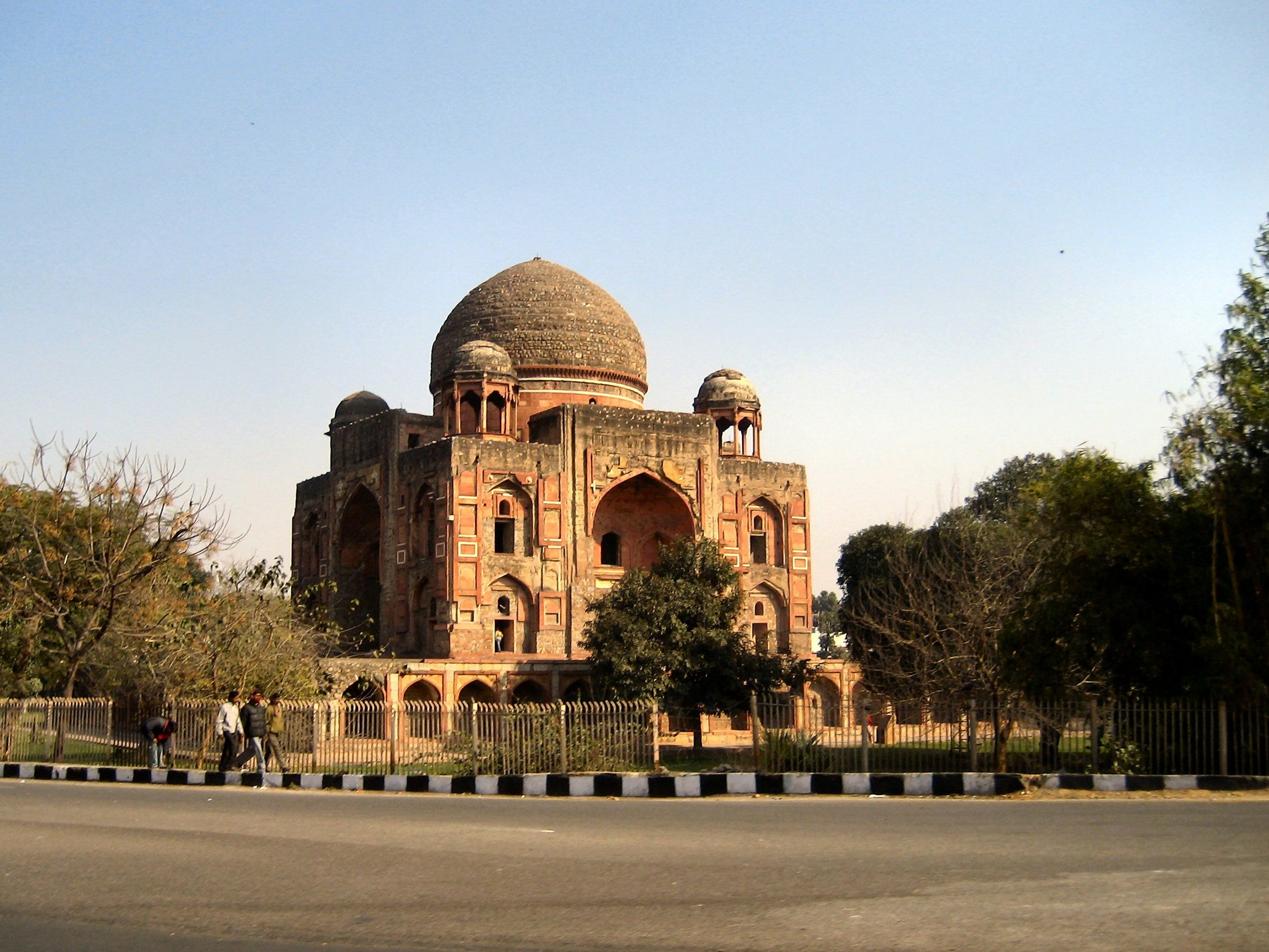
Мавзолей Абдул Рахима

Абдул Рахим Хан-и-ханан (17 декабря 1556—1626) — могольский аристократ, политический деятель, композитор, поэт, ученый времен падишаха Акбара Великого.

## Биография
Происходил из влиятельной туркменской семьи. Его отец Байрам-хан был одним из приближённых лиц падишаха Хумаюна из династии Великих Моголов. С 1556 до 1560 года был регентом при малолетнем Акбаре. В 1560 году отстранен от власти и коварно убит в Патане (Гуджарат). Малолетний Абдул Рахим вместе с матерью успел тогда спастись и спрятаться в Ахмедабаде.
Еще в юности оказался при дворе падишаха Акбара, где получил титулы мирза и хан-заде. Получил прекрасное образование, знал персидский, арабский, тюркский, португальский языки, санскрит и хинди. Карьера Абдул Рахима еще больше ускорилась, когда его мать вышла замуж за Акбара. Хан-е-ханан становится вазиром. В то же время участвует в большинстве военных походов, которые возглавлял Акбар в 1570—1590-х годах — в подчинении Синда, Гуджарата (в 1583 году именно Абдул Рахим окончательно покорил его). В 1594 году вместе с шахзаде Мурадом Мирзой направлен на покорение Хадешского султаната, а также султанатов Ахмеднагара, Голконды и Биджапура. В 1595 году взял в осаду Ахмеднагар, а в 1596 году заставил его правителя признать власть падишаха. В 1597 году в битве при Супе разбил объединенные силы Биджапура и Ахмеднагара. В 1599 году к нему присоединился Акбар, который заставил Абдул Рахима действовать активнее. В 1600 году тот захватил город Ахмеднагар. Впоследствии выдал дочь за шахзаде Даниала Мирзу, который назначен субадаром провинции Декан. Однако за Даниала фактически руководил Абдул Рахим.
В конце жизни стал интриговать против него Салим (будущий Джахангир), в правление последнего боролся против ахмеднагарского военного Малик Амбара в южном Декани. В 1625 году поддержал восстание Хуррама (будущего Шах Джахана) против Джахангира, но вскоре после этого Абдул Рахим умер в 1626 году.

## Творчество
Возглавил литературный салон во времена Акбара. Здесь собирались поэты, писатели, философы, которым Абдул Рахим оказывал покровительство. Сам Абдул Рахим был талантливым поэтом (писал стихи преимущественно на персидском и хинди). Известным является поэма посвящена Кришне. Составлял преимущественно доги — рифмованные куплеты. Эти куплеты иногда перекладывал на музыку.
Восхищался между тем астрологией. Является автором самых известных сочинений по астрологии времен Великих Моголов — «Хет Каутукам» и «Двавишд Йоговали».
Известен как переводчик персидский, санскритом, хинди, в частности перевел на фарси «Бабур-наме».